# Seraphine Nyauma
Seraphine Nyauma (née en 1965) est une lanceuse de javelot kényane.

## Carrière
Seraphine Nyauma est médaillée d'argent aux Jeux africains de 1987 puis remporte aux Championnats d'Afrique de 1990, aux Jeux africains de 1991 et aux Championnats d'Afrique de 1992 la médaille d'or.